# Caio César
Caio César (em latim: Gaius Julius Caesar; 20 a.C.–21 de fevereiro de 4 (23 anos), nascido Caio Vipsânio Agripa (em latim: Gaius Vipsanius Agrippa), foi um general romano da gente Júlia eleito cônsul em 1 d.C. juntamente com Lúcio Emílio Paulo. É famoso por ter sido neto do imperador Augusto, filho de Marco Vipsânio Agripa, braço direito do imperador, e Júlia, a Velha, sua única filha. Caio e seu irmão mais novo, Lúcio César, foram criados pelo avô como filhos adotivos e co-herdeiros do Império Romano. Por conta disto, Caio César teve uma carreira política acelerada: com autorização do Senado Romano, Caio César foi eleito cônsul sem antes ocupar os cargos de questor e pretor, posições obrigatórias para senadores ordinários como parte do cursus honorum.
Em 1 a.C., Caio recebeu o comando das províncias orientais e, durante seu mandato, firmou um tratado de paz com Fraates V em uma ilha do Eufrates. Logo depois, foi eleito cônsul. Em agosto de 2 d.C., Lúcio César faleceu em Massília, na Gália Narbonense e, aproximadamente dezoito meses depois, Caio morreu na Lícia. Apesar de casado com uma prima em segundo grau, Lívila, antes de sua morte, os dois não tiveram filhos. Depois da morte de Caio e Lúcio, Augusto adotou seu enteado e seu último neto sobrevivente, Tibério e Agripa Póstumo respectivamente.

## Primeiros anos
Caio Vipsânio Agripa nasceu em Roma em 20 a.C., filho de Marco Vipsânio Agripa e Júlia, a Velha. Através de sua mãe era parte da dinastia júlio-claudiana e parente de todos os imperadores júlio-claudianos. Pelo lado da mãe, era o neto mais velho do imperador Augusto. Era também cunhado de Tibério através de sua meio-irmã Vipsânia Agripina e concunhado de Cláudio através de sua irmã Agripina, a Velha, casada com Germânico. O último imperador da dinastia, Nero, era seu sobrinho-neto e neto de Germânico.
Em 17 a.C., seu irmão Lúcio César nasceu. Imediatamente depois, Augusto adotou os dois e nomeou-os seus herdeiros. Com o pai adotivo, os dois passaram a ser instruídos nos assuntos administrativos do Império ainda muito jovens e, como cônsules eleitos, os dois foram enviados às províncias para aprender. Augusto ensinou Caio e Lúcio a ler, nadar e outros elementos fundamentais da educação clássica, esforçando-se especialmente em ensiná-los a imitar sua letra. No verão seguinte à adoção, Augusto patrocinou a realização da quinta edição dos Jogos Seculares, ligando os jogos à adoção no anúncio de uma nova era de paz — a Pax Augusta.
Naquele mesmo ano, sua família partiu para a província da Síria porque Agripa havia recebido o comando das províncias orientais com poder proconsular (imperium maius). Quato anos depois, em 13 a.C., Caio participou — com seus imrãos Lúcio e Póstumo e outros jovens patrícios romanos — dos Jogos Troianos que comemoraram a inauguração do Teatro de Marcelo em Roma.
Ainda no mesmo ano, Agripa retornou a Roma e foi imediatamente enviado à Panônia para sufocar uma revolta. Ele chegou lá no inverno seguinte, já em 12 a.C., quando os panônios já haviam se rendido. Agripa seguiu então para a Campânia, na Itália, onde ficou doente e morreu logo depois. A morte de seu pai fez com que o assunto da sucessão imperial viesse novamente à tona e os áureos e denários cunhados em 13 e 12 a.C. deixaram claro os planos dinásticos de Augusto para Caio e Lúcio. Com a morte de Agripa, seu braço direito e amigo de longa data, Augusto não deixou dúvidas de que desejava que os dois assumissem o império caso algo lhe acontecesse.
Para aprender sobre assuntos militares, Caio acompanhou Tibério, um dos grandes generais de Augusto e seu enteado através de Lívia, em sua campanha na Germânia. No ano anterior, o irmão de Tibério, Druso, havia morrido no caminho de volta de uma campanha além da fronteira do Reno e Tibério recebeu o comando da campanha na região, onde ficou até 7 a.C. Tibério marchou com seu exército para a região entre o Reno e o Elba e encontrou pouca resistência, com exceção dos sicambros, um povo que ele chegou perto de exterminar. Os que não foram mortos foram transportados para a margem romana do Reno onde podiam ser vigiados com mais facilidade.

## Carreira

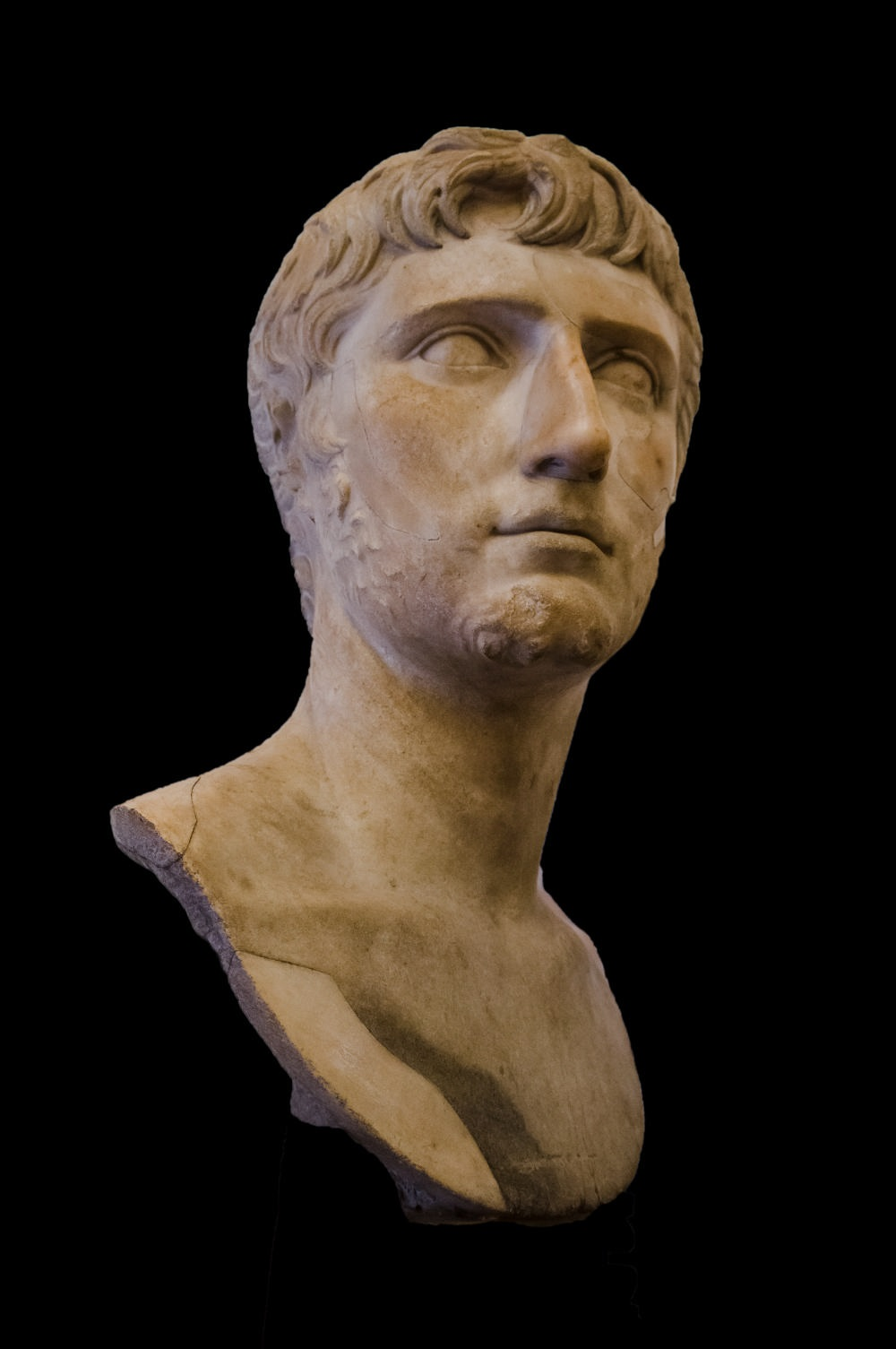
Busto de Caio César já adulto

Em 6 a.C., Caio foi eleito cônsul designado pela Assembleia das centúrias com a intenção de que ele assumisse o consulado já aos vinte anos de idade. No ano seguinte, Augusto o nomeou pontífice e concedeu-lhe o direito de assistir reuniões do Senado Romano, espetáculos e banquetes entre senadores. O apoio romano ao jovem príncipe rapidamente se espalhou por toda a Itália: estátuas e inscrições homenageando Caio César foram inauguradas em todos os distritos para comemorar a sua nomeação como cônsul na idade sem precedentes de quatorze anos.
No ano seguinte (5 a.C.), ao atingir a idade militar, Caio César assumiu a toga viril e foi introduzido por Augusto no Senado, que o declarou "princeps iuventutis" ("líder da juventude") e "sevir turmae" ("comandante de uma turma de cavalaria"). Como ele já havia sido cônsul designado, Caio ganhou voz no Senado. Lúcio César, três anos mais jovem, recebeu as mesmas honrarias quando atingiu a mesma idade.

### Sucessão herodiana
Depois da morte do rei Herodes, o Grande, do reino herodiano na Judeia, em dezembro de 5 a.C., seus filhos Antipas e Arquelau foram a Roma com suas próprias versões do testamento do pai para pedir a ajuda dos romanos contra o irmão. Augusto, como de praxe, não quis assumir a responsabilidade sozinho sobre o caso e mandou reunir um conselho de senadores, inclusive Caio César. O conselho decidiu ratificar o testamento de Arquelau, que incluía uma grande herança para Augusto e sua esposa Lívia.
As cidades da Judeia se revoltaram depois que o procurador Sabino marchou com seu exército pela Palestina para assegurar o controle das dezenas de milhões de sestércios prometidos ao imperador. O governador romano da Síria, Públio Quintílio Varo, foi forçado a levar as legiões sírias para a região para restaurar a ordem.
Em paralelo, Fraates V conquistou a Armênia com a ajuda de um grupo político nacionalista local e expulsou Tigranes IV, o rei instalado por Roma. O historiador Guglielmo Ferrero sugere que o plano de Fraates era usar a Armênia como peça de troca na negociação para soltar seus filhos, que eram mantidos como reféns pelos romanos. A supremacia romana na região dependia do controle da Armênia, contudo, antes de poder lidar com os partas, os romanos precisavam liberar as legiões da Síria, que estavam presas na Palestina.
O Reino Herodiano foi dividido entre os filhos de Herodes, o Grande, formando a Tetrarquia. Metade ficou com Arquelau e a outra metade foi dividida entre seus irmãos, Antipas e Filipe, um movimento que restaurou a estabilidade na região, liberando as legiões sírias, e também impediu que a Judeia se tornasse poderosa demais. Com o problema judaico resolvido, Augusto enviou seus exércitos para a Armênia para re-estabelecer o status do reino como protetorado romano e para mostrar às potências adversárias na região que Roma exercia seu domínio sobre todas as terras até o Eufrates.

### Comando na Ásia

#### Partida
Por causa de sua idade já avançada, Augusto não pôde viajar ao oriente pessoalmente. Ele tinha poucas pessoas de sua confiança à disposição, mas acreditou que Caio César poderia resolver seus assuntos no oriente. A escolha de Caio foi acertada por que ele representava pessoalmente a família imperial e todas as ordens, promessas ou ameaças que ele fizesse eram tão válidas quanto as feitas pelo próprio imperador. Apesar disto, Caio tinha apenas dezoito anos e era jovem demais para conduzir sozinho as questões oficiais do império.

Reino da Armênia por volta de 50 d.C., logo depois da passagem de Caio César pela região.

Antes de partir para o oriente, Caio e Lúcio receberam o poder de consagrar edifícios e eles o fizeram comandando a realização de jogos para celebrar a dedicação do Templo de Marte Vingador em 1 de agosto de 2 a.C. O irmão mais jovem dos dois, Póstumo, participou dos jogos juntamente com toda a juventude patrícia de Roma. Duzentos e sessenta leões foram mortos no Circo Máximo, lutas de gladiadores foram realizadas, uma batalha naval entre "persas" e "atenienses" foi simulada e 36 crocodilos foram mortos no Circo Flamínio.
Neste ínterim, os amigos de Augusto esperavam que ele esquecesse a ideia de enviar Caio César para o oriente, mas, dados os graves problemas enfrentados no oriente, ele persistiu no plano e enviou Caio para a Síria no começo de 1 a.C. O imperador deu a Caio poderes proconsulares e fez com que ele se casasse com Lívila, a filha de Druso, o Velho, e Antônia Menor.
Contudo, ciente da juventude e inexperiência de Caio, o imperador enviou outros para atuarem como conselheiros. Entre eles estavam Marco Lólio, na função de "adiutor" ("ajudante"), Públio Sulpício Quirino, como "rector" ("guia"), o futuro historiador Veleio Patérculo, Lúcio Domício Enobarbo (avô de Nero), o rei Juba II da Numídia e o futuro prefeito pretoriano Sejano.
No caminho para a Síria, Caio visitou Tibério, que estava num exílio auto-imposto em Rodes. Segundo Suetônio, Tibério foi friamente recebido na ilha de Samos, alienado no encontro pelo comportamento de Lólio e seus centuriões. Segundo Suetônio, Tibério escreveu ao imperador pedindo que Lólio fosse substituído e a animosidade entre os dois continuou mesmo depois que a corte de Caio chegou à Ásia. Lólio fez o que pôde para envenenar a opinião do jovem César contra Tibério sabendo que ele já não nutria nenhuma afeição pelo homem que havia contribuído, direta ou indiretamente, para a ruína de sua mãe. Lólio teria inclusive se oferecido para decapitar Tibério se Caio assim o desejasse. Suetônio afirma que foi por causa desta crescente influência de Lólio que compeliu Tibério a escrever para Augusto pedindo que ele fosse reconvocado a Roma.

#### Consulado
No ano seguinte (1 d.C.), em 1 de janeiro, Caio César assumiu seu consulado in absentia com seu cunhado Lúcio Emílio Paulo como determinado pela decisão em 6 a.C. de nomeá-lo cônsul designado. Caio, com vinte anos de idade, chegou à Ásia e estava provavelmente em Antioquia quando seu consulado começou, organizando um exército para a invasão da Armênia e começando a negociação com Fraates V na esperança de conseguir um acordo. O imperador não queria uma guerra e o rei parta parecia disposto a um acordo. As negociações provavelmente foram facilitadas pela presença do exército de Caio na Síria, uma ameaça ao Império Parta. O jovem Caio César recebeu embaixadas de todas as partes do Império. No mesmo ano monumentos foram inaugurados homenageando Caio e Lúcio como filhos de Marte ou como encarnações dele.

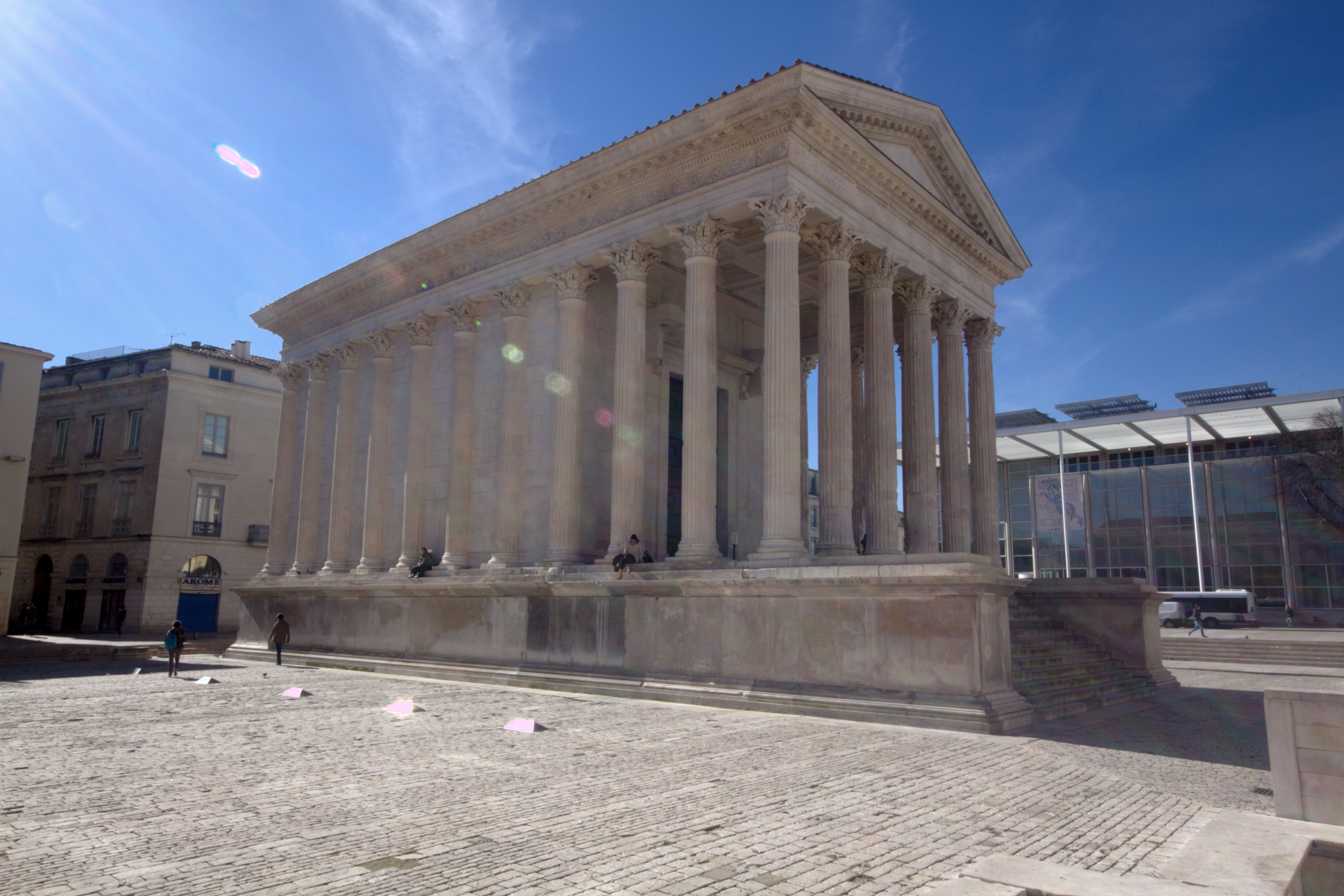
Maison Carrée, um templo construído em homenagem a Caio e Lúcio em Nemauso (moderna Nîmes, na França) depois da morte dos dois.

Sua inexperiência significava que Caio era frequentemente forçado a confiar em seus conselheiros, especialmente Lólio, que se aproveitava da influência para, segundo os relatos, chantagear cidades, indivíduos e príncipes soberanos em troca de dinheiro. Depois que Caio começou as negociações com Fraates, Lólio aproveitou para ofereceu-lhe certas concessões em troca de um pagamento.
Preparativos para a guerra continuaram pela primavera e o verão de 1 d.C., quando finalmente as negociações tiveram sucesso. Como Fraates também não queria uma guerra, ele concordou em evacuar a Armênia e em abandonar seus irmãos que ainda estavam mantidos como reféns pelos romanos. No segundo semestre daquele ano, Caio marchou com seu exército até a fronteira parta e, num local desconhecido, finalmente conseguiu que Fraates concordasse com os termos finais do acordo, pelo qual ele renunciou a todas as reivindicações sobre a Armênia e sobre seus irmãos.
Foi por volta desta época que Augusto visitou a Judeia e elogiou Caio por não oferecer orações aos deuses em Jerusalém, o que seria visto como uma provocação aos judeus.

#### Expedição pela Arábia
Em algum momento durante sua visita ao oriente, Caio César liderou uma expedição pela península Arábica. Exatamente onde e por qual motivo permanece incerto, apesar de Plínio, o Velho, ter mencionado a visita em relação com os feitos de Élio Galo na Arábia Meridional. O termo "Arábia" não é bem definido no texto e o termo em si era utilizado de forma vaga pelas fontes romanas. Várias razões, como uma tentativa de Roma de tomar o controle do comércio de incenso, foram sugeridas, mas nenhuma foi provada. Juba II, para preparar Caio para o encontro com os árabes, escreveu-lhe um tratado. Segundo Plínio, o jovem príncipe chegou até o Golfo de Ácaba. É certo que esta expedição aconteceu antes da ida de Caio à Armênia e, segundo um cenotáfio de Caio encontrado em Pisa, ela aconteceu quase certamente durante seu consulado.
O autor e historiador John Grainger afirma que Caio esteve no Golfo de Ácaba ou na Nabateia. Sabe-se que o Reino Nabateu depois se tornou a província romana da Arábia e, portanto, é possível que Caio tenha liderado sua "expedição árabe" para ou apoiar ou disciplinar o rei nabateu, Aretas IV Filopatris. A continuação da cunhagem de moedas em nome do rei depois do consulado de Caio provavelmente é evidência disto.
Dião Cássio, numa nota fragmentária menciona problemas no Egito que foram lidados por um tribuno da Guarda Pretoriana. Certamente este homem seria parte da corte de Caio no oriente, mas nada mais se sabe sobre ele.

#### Supremacia na Armênia

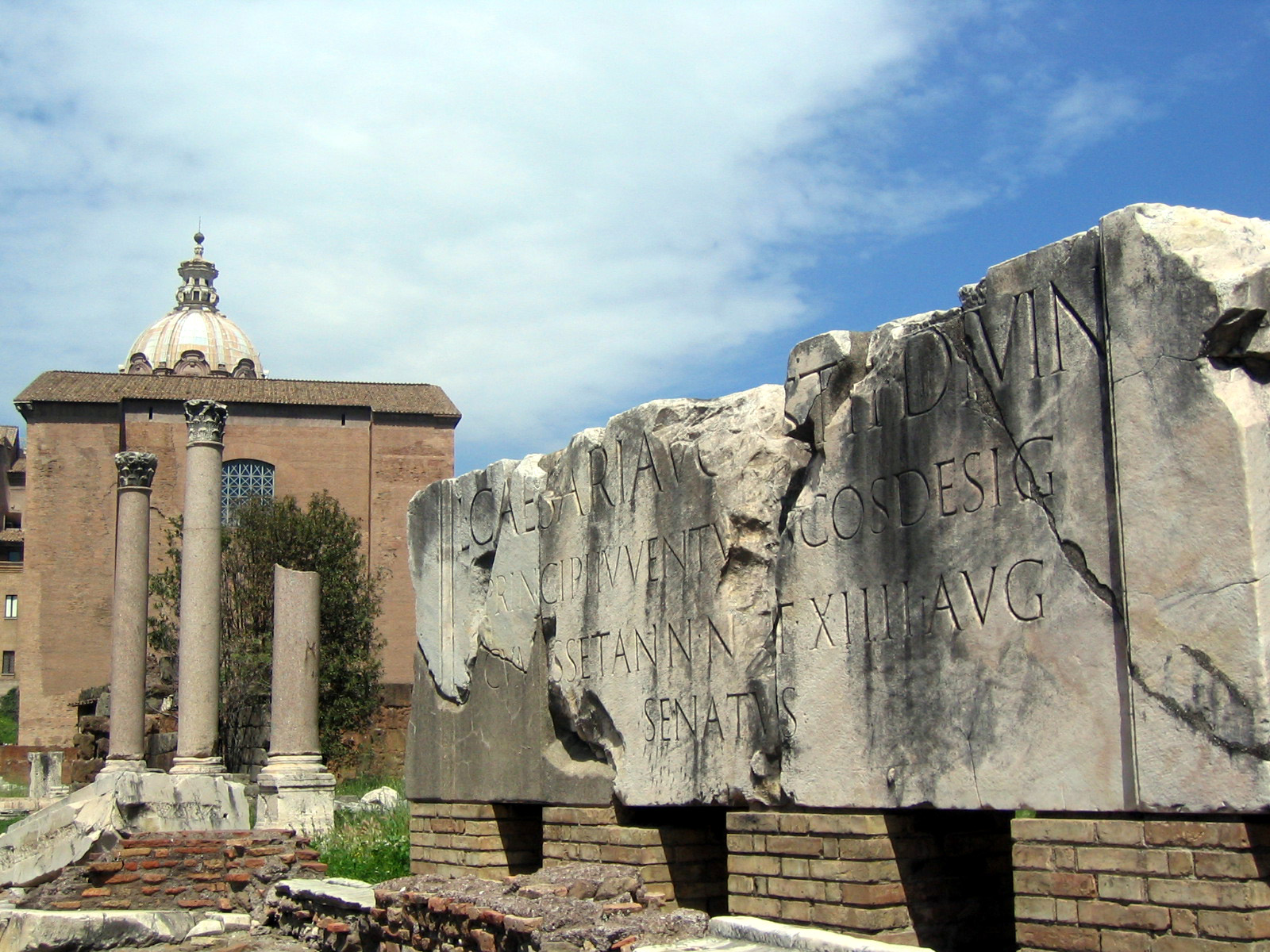
Inscrição a Caio e Lúcio na ruína do pórtico construído por Augusto ao lado da Basílica Emília, no Fórum Romano, depois da morte dos dois.

No ano seguinte ao seu consulado, na primavera, Caio se reuniu com Fraates às margens do Eufrates e realizou um banquete para celebrar o tratado de paz. Foi lá que Fraates, ofendido por Lólio, revelou ao príncipe as negociações secretas com Lólio. Era crime extorquir presentes de reis ("regnum muneribus") e Lólio, em desgraça, se matou bebendo veneno. Plínio afirma que ele amealhou uma fortuna através de seus crimes e, por causa disto, sua neta, Lólia Paulina, podia vestir jóias de 40 000 000 de sestércios, uma quantia enorme de dinheiro. A morte de Lólio foi boa para Tibério, pois, depois dela, Caio concordou que ele voltasse para Roma e reassumisse suas funções políticas.
Na mesma época, o trono da Armênia vagou e, com a permissão do imperador, Caio colocou Ariobarzanes I da Média Atropatena no trono. Os romanos não eram os únicos interessados na sucessão e os partas iniciaram uma revolta na região. Uma grande força rebelde ocupou uma fortaleza na cidade de Artagira, o que fez com que Caio invadisse a Armênia no final de agosto de 3 d.C. Ele não enfrentou nenhuma oposição série e teve apenas que pacificar revoltas nacionalistas pela região.
Em 9 de setembro, Abaddon, o líder da revolta, convidou Caio até sua fortaleza para conversar. Porém, o convite era uma emboscada e Caio acabou ferido no confronto e teve que ser carregado de volta ao seu acampamento por seus soldados. Suas forças imediatamente cercaram a cidade e capturaram a fortaleza depois de um intenso combate. A princípio, a ferida não parecia série e Caio conseguiu completar a pacificação da Armênia, uma tarefa realizada com relativa facilidade.
Contudo, no início do ano seguinte (3 d.C.), Caio estava acamado pelos efeitos da ferida e, depois de renunciar ao seu comando e voltar para a Síria, informou Augusto que não tinha mais vontade de levar uma vida pública. A campanha pelo oriente se mostrou severa: a saúde de Caio estava comprometida e sua saúde mental era instável. Aos vinte e três anos, o jovem que o imperador considerava seu herdeiro e única esperança de prosperidade havia abandonado seu futuro de poder num ataque de desespero e pânico. Augusto fez o que pôde para animá-lo e convencê-lo a retornar para a Itália, mas fracassou: Caio César morreu numa pequena cidade da Lícia em 21 de fevereiro de 4 d.C.

## Eventos posteriores
Enquanto Caio estava na Armênia, seu irmão Lúcio havia sido enviado para completar seu treinamento militar na Hispânia, onde adoeceu. Lúcio César foi levado para Massília e morreu em 20 de agosto de 2 d.C. No espaço de dezoito meses, o futuro de Roma planejado por Augusto foi destruído. Depois da morte de seus herdeiros favoritos, Augusto adotou seu enteado Tibério e seu último neto vivo, Agripa Póstumo, como herdeiros em 26 de junho de 4 d.C.
Muitas homenagens foram prestadas por cidadãos e oficiais romanos por todo o Império, incluindo em Colonia Obsequens Iulia Pisana, onde foi decretado que os rituais apropriados deveriam ser observados pelas matronas para lamentar a morte de Caio. Templos, banhos público e lojas fecharam as portas enquanto as mulheres choravam. Para comemorar sua curta vida, um cenotáfio foi erigido às margens do rio Limyrus na Lícia. Postumamente, o Senado votou homenagens aos jovens Césares e determinou que os escudos e lanças douradas que os rapazes haviam recebido ao alcançarem a idade militar fossem pendurados num lugar de honra no Senado. As urnas com as cinzas de Caio e Lúcio foram armazenadas no Mausoléu de Augusto juntamente com as de seu pai e de outros membros da família imperial.
Tanto Tácito quanto Dião Cássio sugeriram que a morte dos dois herdeiros de César pode não ter sido natural e que a avó deles, Lívia, pode ter sido responsável. O motivo seria orquestrar a ascensão de seu próprio filho, Tibério, ao trono romano, o que finalmente ocorreu. Depois da morte de Caio, sua esposa Lívila se casou com o filho de Tibério, Druso, o Jovem.